# Alyvia Alyn Lind
Alyvia Alyn Lind (Brooklyn, 27 de julho de 2007) é uma atriz norte-americana. Ela desempenhou os papéis de Faith Newman na novela  da CBS The Young and the Restless de 2011 a 2021, interpretou a cantora Dolly Parton aos 9 anos, nos filmes feitos para a televisão Dolly Parton's Coat of Many Colors e Dolly Parton's Christmas of Many Colors: Circle of Love, Angelica Green na série Daybreak da Netflix de 2019 e Lexy Cross na série de televisão de terror Chucky de 2021 da SyF/USA Network.

## Ligações Externs
- Alyvia Alyn Lind. no IMDb.